# Gasohol

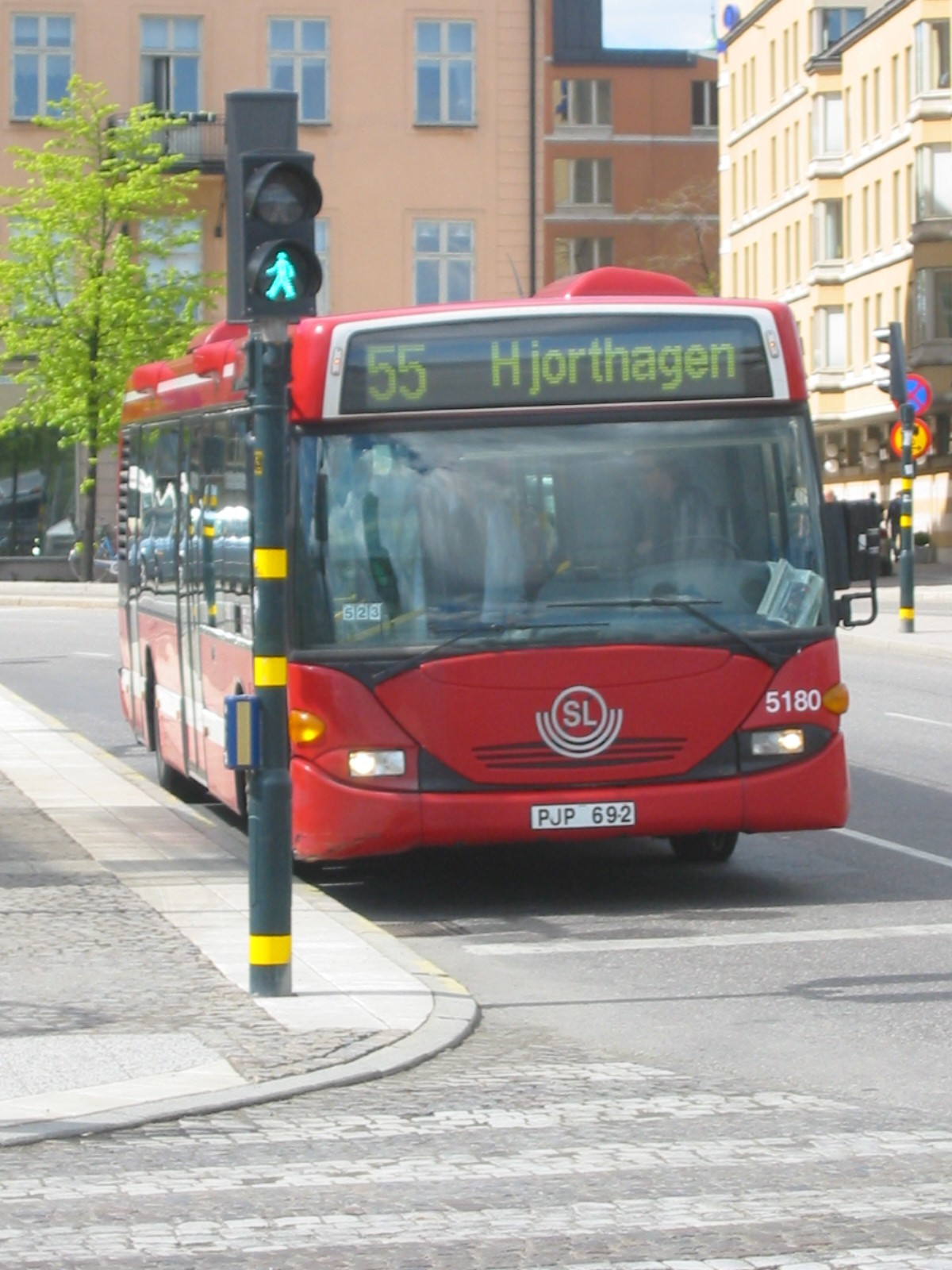
Autobús E95 a Suècia, amb motor diesel adaptat par funcionar amb etanol ED95.

El gasohol o alconafta és un tipus de combustible que conté un 10% d'alcohol etílic i un 90% de benzina sense plom. És un compost que augmenta l'índex d'octà i que és altament tòxic. Més genèricament, és la barreja de gasolina i alcohol en diferents proporcions, per a ús com a combustible en motors d'explosió dissenyats per cremar derivats del petroli. La barreja de gasohol pot ser realitzada amb alcohol etílic (etanol) o amb alcohol metílic (metanol), encara que l'etanol és el tipus d'alcohol que ha estat més utilitzat comercialment. El metanol ha estat utilitzat en forma més limitada pel fet que és tòxic. L'ús més comú del terme gasohol es refereix a la barreja amb 10% d'alcohol, però també s'utilitza en general per referir-se a les mescles amb baixos continguts d'alcohol, normalment inferiors a 25% d'alcohol. Les mescles que contenen un alt percentatge d'alcohol requereixen que el motor, el sistema d'injecció i altres sistemes del vehicle siguin adaptats a les propietats químiques de l'alcohol, amb major atenció a les seves propietats corrosives.
La proporció entre ambdós combustibles se sol indicar amb el percentatge d'etanol precedit per una E majúscula. D'aquesta manera, el gasohol E10 es compon d'un 10% d'etanol i un 90% de gasolina, i el E85 s'obté barrejant un 85% d'etanol i un 15% de benzina. Una nomenclatura similar s'utilitza amb el gasohol produït amb metanol. El percentatge de metanol és precedit per una M majúscula. Així, M85 és un combustible compost de 85% de metanol i un 15% de benzina. Els primers vehicles de combustible flexible fabricats als Estats Units utilitzaven M85.
L'actual deficiència de petroli ha fet que els estudis de producció d'alcohol, a partir dels arbres de creixement ràpid i dels productes agrícoles que es fan servir per a la fabricació d'aquest carburant, s'hagin intensificat. La utilització d'alcohol en la benzina representa una gran millora per al motor; la baixa calor de combustió de l'alcohol davant d'un combustible supercarburant, fa que el rendiment d'una caloria d'alcohol sigui més gran que el d'1,08 calories d'aquell combustible. També s'estudia la fabricació d'alcohol per degradació de restes cel·lulòsiques a partir del fong del sòl Trichoderma reesei. Actualment els estudis de producció d'alcohol s'encaminen a la utilització de la biomassa, malgrat que els rendiments no són gaire esperançadors. Un motor de gasolina normal, de cicle Otto, per a poder funcionar amb alcohol, necessita augmentar la relació de compressió, avançar l'encesa i modificar el carburador.